# Friedrich Höllerer
Friedrich Höllerer (* 20. April 1885 in Vohenstrauß; † nach 1954) war ein deutscher Landrat.

## Leben
Nach dem Abitur am Albertus-Magnus-Gymnasium Regensburg absolvierte Friedrich Höllerer ein Studium der Rechtswissenschaften an der Ludwig-Maximilians-Universität München und der Friedrich-Alexander-Universität Erlangen-Nürnberg, wo er am 7. Juni 1913 mit der Dissertation „Die Kuppelei im geltenden Strafrecht und im Vorentwurf unter Berücksichtigung des österreichischen und schweizerischen Vorentwurfs“ zum Dr. jur. promovierte. Nach der ersten juristischen Staatsprüfung folgte der dreijährige Vorbereitungsdienst (Referendariat) in München beim Amts- und Landgericht, Bezirksamt und Stadtmagistrat. Danach erhielt er bei der Nürnberger Versicherung eine Anstellung und wurde später juristischer Hilfsarbeiter in einer Anwaltskanzlei in Fürth. Höllerer musste Kriegsdienst leisten und legte nach dem Krieg das Große juristische Staatsexamen ab. Als Assessor kam er zum Bezirksamt Neunburg vorm Wald und wurde am 1. Juli 1920 Bezirksamtmann in Sulzbach.
Am 1. Juli 1933 zum Regierungsrat ernannt, wurde er zum 1. Dezember 1935 Bezirksamtsvorstand des Bezirksamtes Bogen, ab 1939 Landrat des Landkreises Bogen. Dieses Amt hatte er bis zum Kriegsende im Mai 1945 – mit Abordnungen an die Regierungen Trier und Erfurt – inne. Die amerikanischen Militärregierung ernannte ihn für die Zeit vom 10. Mai 1945 bis zum 19. Oktober 1945 zum kommissarischen Landrat von Bogen. Im Entnazifizierungsverfahren erhielt er zunächst die Einstufung Mitläufer und wurde im Berufungsverfahren entlastet. Damit konnte er wieder eine Tätigkeit im öffentlichen Dienst aufnehmen und kam im September 1948 als juristischer Hilfsarbeiter zum Verwaltungsgericht Regensburg, wo er am 12. Oktober Verwaltungsrichter wurde. Als Verwaltungsgerichtsrat ging er zum 1. Dezember 1950 in den Ruhestand; als Beamter auf Zeit erhielt er für die Zeit vom 16. Januar 1951 bis zum 30. April 1954 eine Weiterbeschäftigung.
Höllerer war zum 1. Mai 1935 in die NSDAP eingetreten (Mitgliedsnummer 3.640.526).